# Hiponíquio
Hiponíquio é formado pôr uma fina camada da epiderme e faz a ligação entre o leito ungueal e a polpa digital da unha. Tem grande quantidade de terminações nervosa, tornando assim uma região muito sensível.